# Groupe d’exploitation d’Oignies
Das Verbundbergwerk Oignies (fr: Groupe d'exploitation d'Oignies) entstand 1946 am Ende des Zweiten Weltkriegs im Rahmen der Verstaatlichung der französischen Steinkohlenindustrie durch die Houlliers Bassin Nord – Pas-de-Calais (HBNPC) aus den Bergwerken von Carvin und Ostricourt unter Einbeziehung des Nordfeldes des Bergwerks Dourges. Die Schachtanlage 10 dieses Bergwerkes war eine der letzten, die 1990 im gesamten Nordfranzösischen Steinkohlenrevier stillgelegt worden ist.

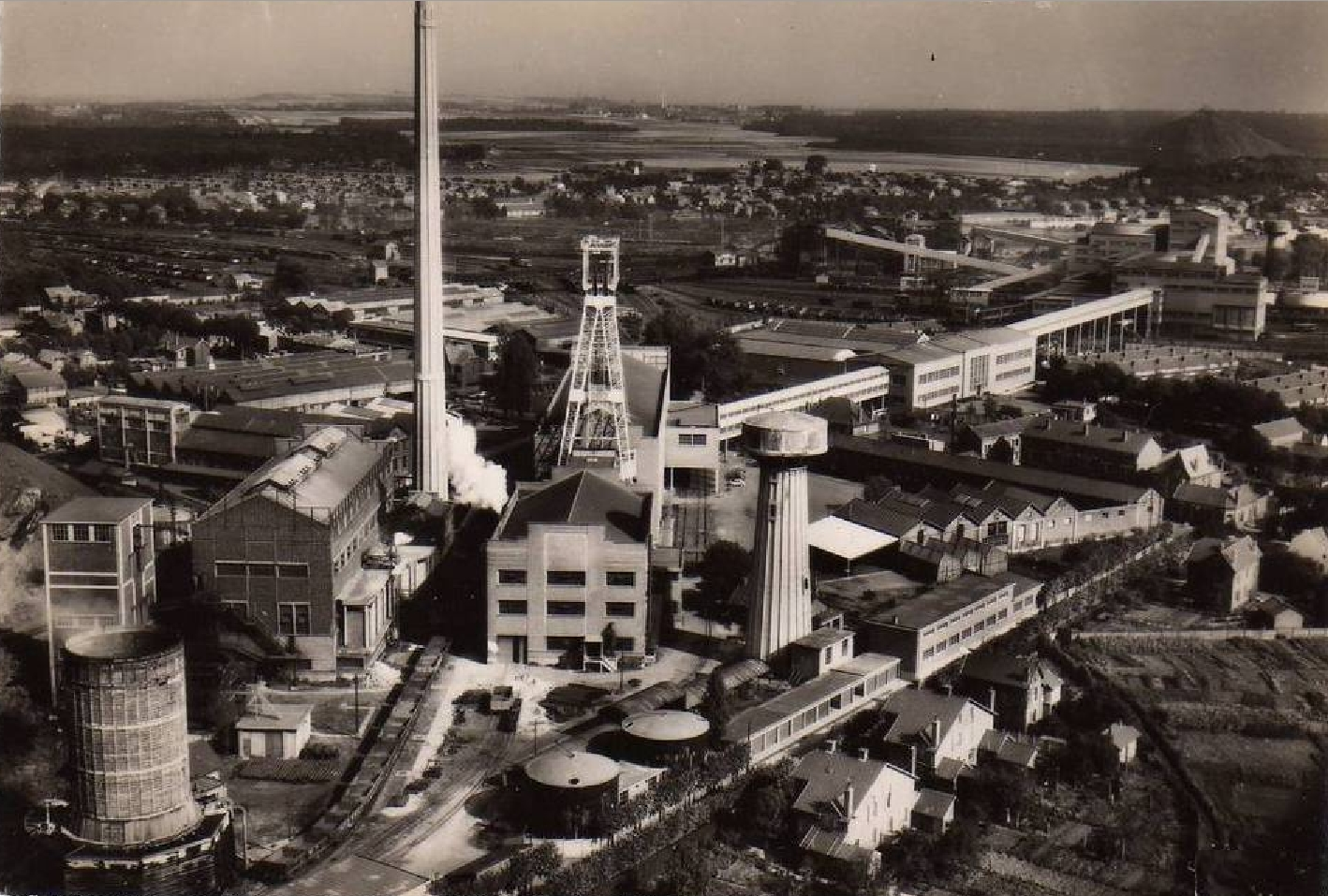
Oignies 2 (Ostricourt)

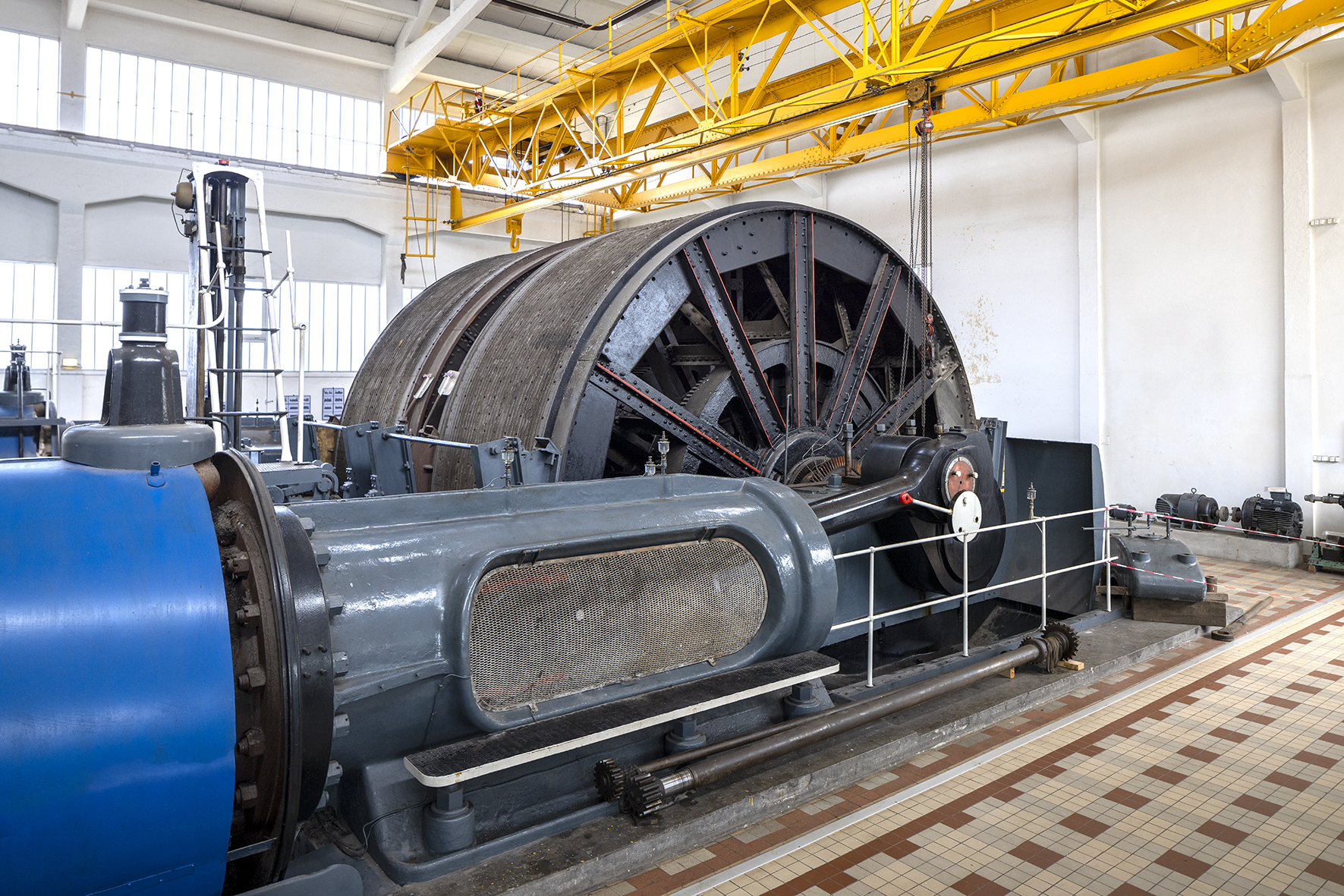
Seiltrommeln und Dampfmaschine von Oignies 2 (Ostricourt)

## Die Ausgangssituation
Zu Beginn des Jahres 1946 umfasste das Bergwerk folgende Schachtanlagen::
| Schacht                   | Gemeinde        | Nutzungszeitraum | Abriss          |
| Bergwerk Carvin           | Bergwerk Carvin | Bergwerk Carvin  | Bergwerk Carvin |
| ------------------------- | --------------- | ---------------- | --------------- |
| 2                         | Carvin          | 1861–1948        | 1951            |
| 4                         | Carvin          | 1901–1969        | 1971            |
| Bergwerk Ostricourt       |                 |                  |                 |
| 1                         | Oignies         | 1856–1976        | 1974            |
| 2                         | Oignies         | 1860–1976        | 1980            |
| 4                         | Carvin          | 1897–1975        | 1976            |
| 5                         | Libercourt      | 1906–1968        | 1969            |
| 6                         | Ostricourt      | 1907–1954        | 1966            |
| 7/7bis                    | Ostricourt      | 1914–1968        | 1970            |
| Bergwerk Dourges          |                 |                  |                 |
| 8/8bis „Cornault“         | Evin-Malmaison  | 1913–1990        | teilw. erhalten |
| 9/9bis „De Clerq Crombez“ | Oignies         | 1879–1947        | museal erhalten |

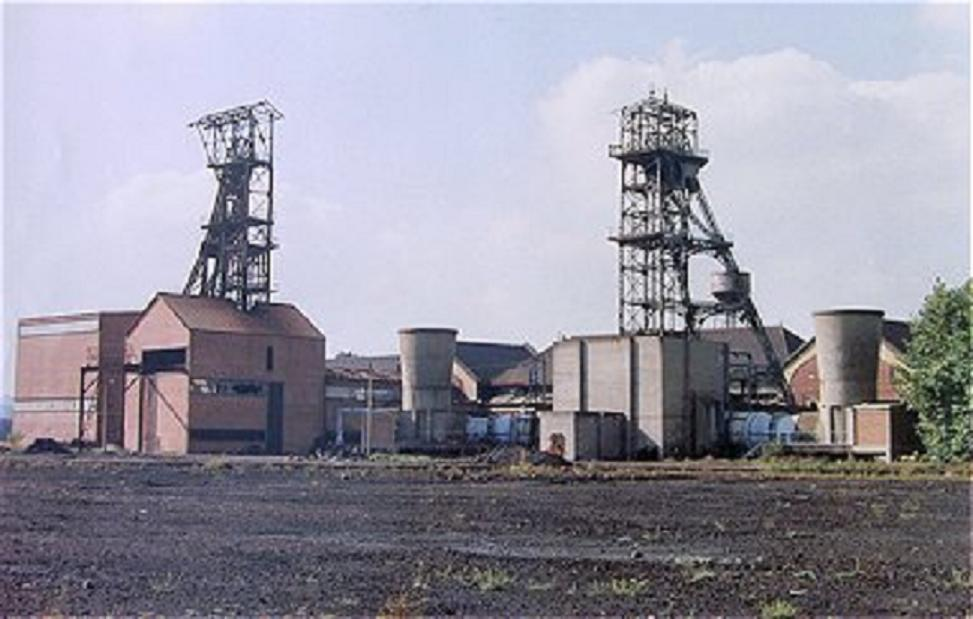
Oignies 8/8^{bis} (Dourges)

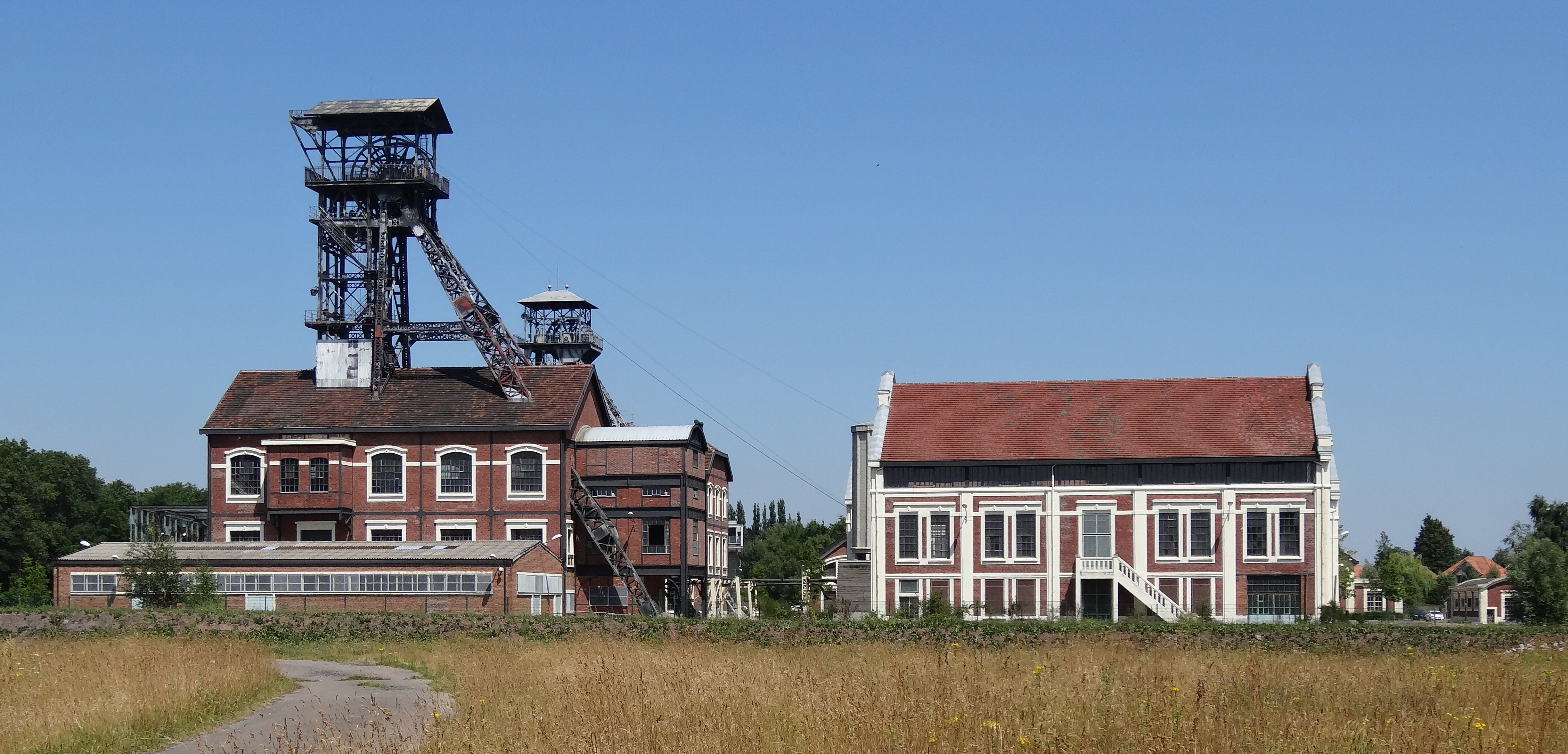
Oignies 9/9^{bis} (Dourges)

Auf dieser Basis ergaben sich für das Jahr 1948 folgende Daten: Das Verbundbergwerk Oignies umfasste 8 Förderschächte, 2 Zentralwäschen und einen Zechenhafen bei Carvin. Die Jahresproduktion belief sich auf 1,7 Mio. t und bestand hauptsächlich aus für den Hausbrand bestimmter Magerkohle (Anthrazit).

## Der Konzentrationsprozess fürOignies
Nach der Übernahme der Bergwerke von Carvin und Ostricourt und dem Neuzuschnitt des Feldes von Dourges setzte ein Konzentrationsprozess ein, der zu nur noch zwei Förderstandorten, zwei Aufbereitungsanlagen und einer Fabrik zur Herstellung von Eierkohlen führte.

### SchachtOignies 2
Eine grundlegende Modernisierung des Fördergerüstes über Schacht 2 des Bergwerks Ostricourt und die Neuerrichtung aller Tagesanlagen war bereits für 1934 geplant, aber aufgrund der Wirrnisse des Zweiten Weltkriegs und der Besetzung durch Deutschland nicht realisiert worden. Bei dieser Gelegenheit sollte die Förderung der Schächte 1, 2, 3, 5 und 6 an einem Standort konzentriert werden.

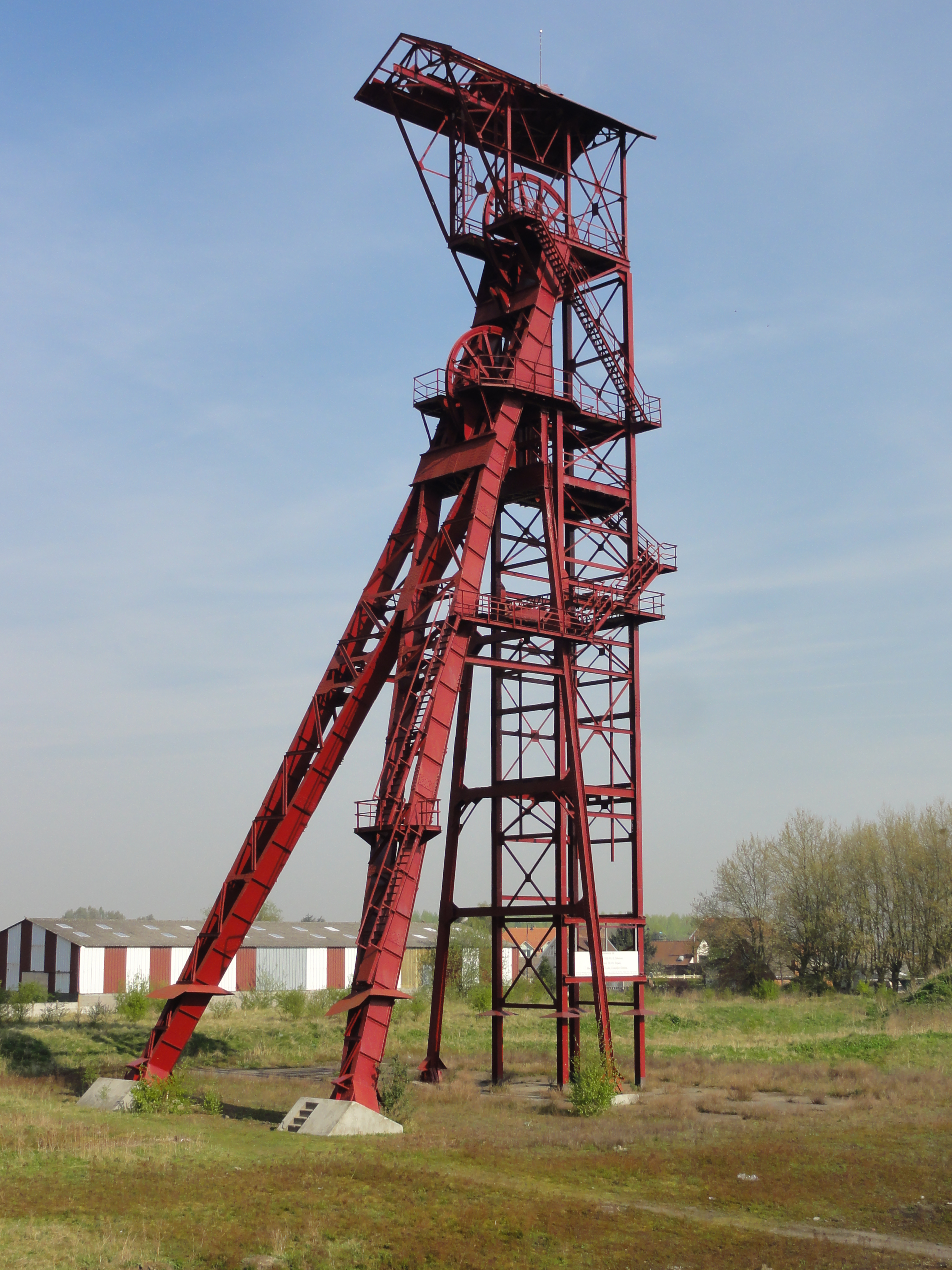
Schacht 8

Ab 1949 ging dann die HBNPC daran, die mehr als 10 Jahre alten Pläne zur Errichtung eines Zentralförderschachts für Magerkohle umzusetzen. Schacht 2 erhielt einen Durchmesser von 5,30 m und die Förderwagen für die Gestellförderung ein Volumen von 2700 L. Vor Ort fanden Förderung, Seilfahrt und Materialtransport statt; außerdem diente Schacht 2 als einziehender Wetterschacht und unter Tage gab es auf der 456-m-Sohle Querschläge zu den Schachtanlagen 9/9bis und 10.

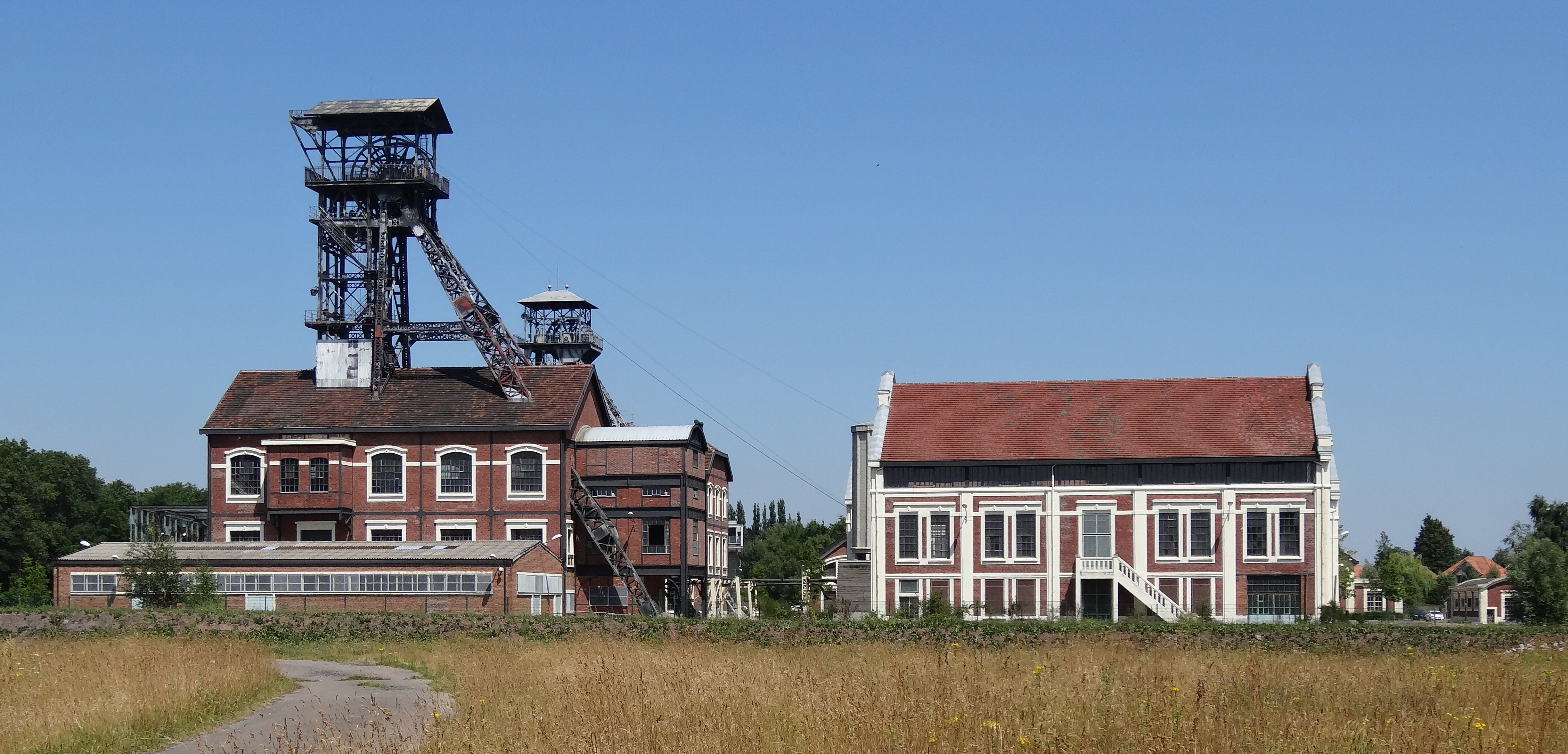
Oignies 9/9^{bis} (Dourges)

Die Sortiereinrichtungen und die Wäsche wurden auf den neuesten Stand gebracht und konnten 4500 t Rohkohle pro Tag verarbeiten.

### Schacht 10
Mit der Abteufung des neuen Schachts 10, der Errichtung eines Betonförderturms und einer Aufbereitungsanlage direkt am Kanal de Haute-Deûle an der Grenze zwischen Dourges und Oignies wurde das Ziel verfolgt, das Südfeld des Konzessionsgebietes aufzuschließen.
Zu diesem Zweck wurde 1956 ein Schacht mit einem Durchmesser von 6,78 m bis zu einer Tiefe von 630 m abgeteuft und darüber ein Betonförderturm von 65,25 m Höhe errichtet. Sie bekam eine Vierseilförderung, die Fördermaschine hatte eine Leistung von 4400 PS, die Förderwagen ein Volumen von 3000 L und die Kohle konnte mit einer Geschwindigkeit von 18 m/s zu Tage gehoben werden.
1961 war die gesamte Anlage betriebsbereit und hob dann die Kohle der Schächte 4, 7, 8/8bis sowie 9/9bis zu Tage 1969 wurde ein 6 km langer Querschlag zur Schachtanlage „Courrières 24/25“ des Verbundbergwerks Hénin-Liétard aufgefahren, um so an einem einzigen Förderstandort die Hebung und Verarbeitung der Magerkohle zu konzentrieren.
Die Förderung auf Schacht 10 blieb bis zur Beendigung des Steinkohlenbergbaus in Nordfrankreich im Jahr 1990 bestehen.

### Die weiteren Schächte
Während der letzten Jahre des Verbundbergwerks Oignies hatten die einzelnen Schächte folgende Funktionen:
- „Dourges 10“: Förderung und Aufbereitung
- „Oignies 9/9bis“: Seilfahrt, Materialtransport zund Bewetterung
- „Dourges 8/8bis“ in Evin-Malmaison: Materialtransport, Bewetterung und Wasserhaltung
- „Courrières 24/25“ in Estevelles: Seilfahrt, Bewetterung und Materialtransport

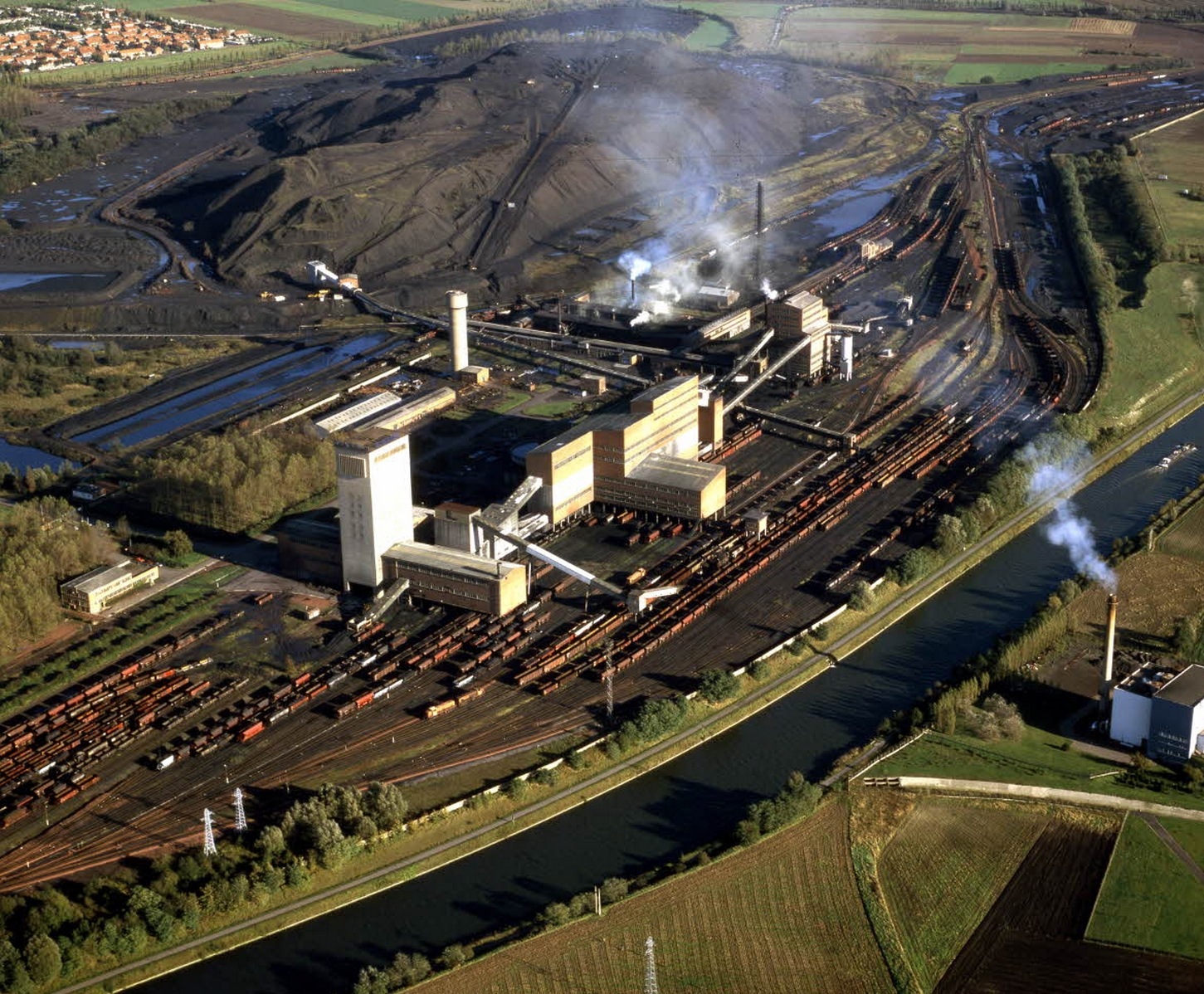
„Dourges 10“ (Luftbild)

### Eierkohlenherstellung
Im Zusammenhang mit der Neuerrichtung von „Schacht 10“ und der zugehörigen Wäsche wurde 1960 auch eine Fabrik zur Herstellung von Eierkohlen errichtet. Sie hatte zum Ziel, die im Südfeld geförderte Anthrazitkohle (Magerkohle) so aufzubereiten, dass ein für die Konsumenten bequem handhabbares Heizprodukt entstand. Hierzu wurde ein Presswerk mit einer Kapazität von 40 t/h errichtet. 1963 wurden 319.755 t Eierkohle erzeugt und danach die Produktion aufgrund steigender Nachfrage noch ausgeweitet.
Mit der Stilllegung von „Schacht 10“ im Dezember 1990 beendete auch die Charbonnages de France ihre Aktivitäten auf diesem Gebiet und die Herstellung von Eierkohlen übernahm bis in das Jahr 2000 die Firma Agglonord.

## Die Fusion mitHénin-Liétard
Am 1. Januar 1968 fusionierte das Bergwerk von Oignies mit dem von Hénin-Liétard zur Gruppe Zentrum-West (fr: Groupe Centre-Ouest). Zu diesem Zeitpunkt förderten 23.000 Beschäftigte ca. 7 Mio. t Steinkohle und produzierten 1,7 Mio. t Koks.

## Besichtigungen
Über den Verein Centre de la Mine et du Chemin de Fer (CMCF) sind Fördermaschinenhalle und Dampffördermaschine von „Schacht 2“ zu besichtigen.